# Великая Республика Центральной Америки
Великая Республика Центральной Америки (исп. República Mayor de Centro América) — федеративное государство, существовавшее с 1896 по 1898 гг. Его создание было попыткой реанимировать Соединённые Провинции Центральной Америки.
20 июля 1895 года Гондурас, Эль-Сальвадор и Никарагуа подписали пакт Амапалы (по названию гондурасского города Амапала на острове Эль-Тигре в заливе Фонсека — места его подписания, ставшего столицей союза).
Союз был распущен, когда генерал Томас Регаладо захватил власть в Сальвадоре 21 ноября 1898. До своего роспуска Великая республика установила дипломатические отношения с Соединёнными Штатами Америки, Гватемалой и Коста-Рикой.